# Jordan Todosey
Jordan Todosey, née le 8 février 1995 à Toronto, en Ontario, est une actrice et musicienne canadienne.

## Biographie
Todosey est surtout connue pour son rôle de Lizzie McDonald dans Derek (Life with Derek). Ses rôles dans d'autres films sont Firefly dans Baby-Sittor (The Pacifier) et, à 9 ans, Tuff Ryan dans The Prize Winner of Defiance, Ohio. Elle a aussi joué le rôle d'Amélia dans Santa Baby. 
Comme Derek est tourné quelquefois pendant l'année scolaire, les acteurs Jordan Todosey, Ariel Waller et Daniel Magder doivent concilier leur travail et leurs études.
Elle a joué le rôle d'Adam Torres dans la série-télévisée Degrassi.

## Filmographie

### Cinéma
- 2005 : The Prize Winner of Defiance, Ohio de Jane Anderson : Tuff Ryan jeune
- 2005 : Baby-Sittor (The Pacifier) : Firefly
- 2007 : The Stone Angel : Lottie
- 2015 : Reign : Charlie

### Télévision
- 2006 : Ma vie de star : Helen
- 2006 : Santa Baby : Amélia
- 2008 : Flashpoint : Phoebe Swanson
- 2005 - 2009 : Derek : Lizzie McDonald
- 2010 - 2013 : Degrassi : La Nouvelle Génération : Adam (136 épisodes)
- 2010 : Vacances avec Derek : Lizzie McDonald
- 2011 : Rookie Blue : Esther Sharpe
- 2012 : L'Enfer au paradis : Le Destin tragique d'Alice H. (Secrets of Eden) (TV) : Tina McBradden
- 2015 : Between : Tracey
- 2015 : He never Died : Andrea